# ローンセストン
ローンセストン（ロンセストン、Launceston）は、オーストラリア・タスマニア州北部の都市。人口は8万7345人（2021年）で、州都ホバートに次いで2番目である。
北エスク川、南エスク川、タマー川の合流部に位置する。連邦の地名の多くがそうである様に、本市もイギリスの地名に因んで名付けられている。本市の名前の由来となったのは、コーンウォール州の"Launceston"である。（注意：イギリスの地名の発音は、「ローンソン」又は「ローンストン」である。）
ローンセストン空港があり、メルボルン、シドニー、ブリスベン、フリンダース島などと結んでいる。
ホバートに並ぶ、タスマニア大学の主要なキャンパスがある。

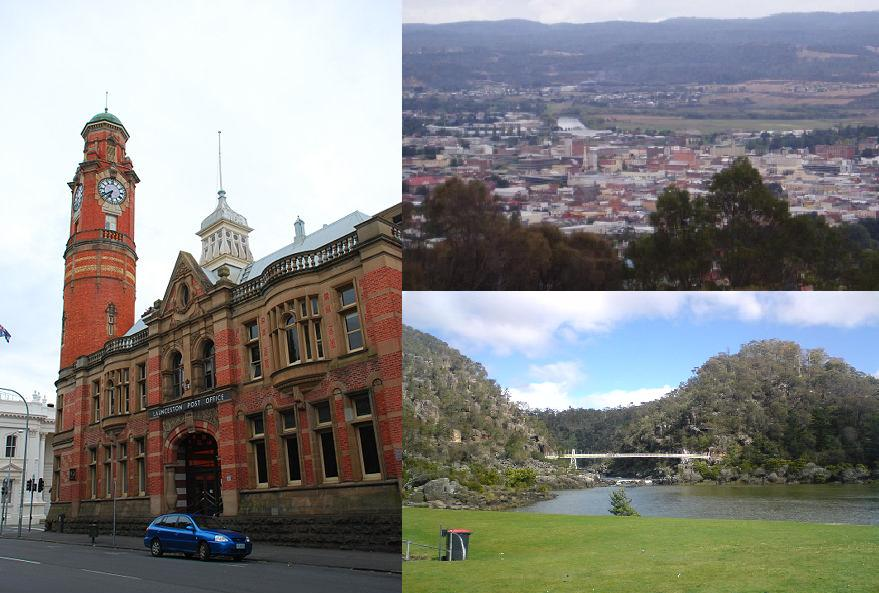

## 姉妹都市
- 池田市（1965年11月1日から）
- ナパ市（1988年6月6日から）
- 太原市（1995年11月28日から）